# 莫西罗克 (华盛顿州)
莫西罗克（英文：Mossyrock），是美国华盛顿州刘易斯县下属的一座城市。根据 2000年美国人口普查，该市有人口486人。根据2010年美国人口普查，该市有人口759人。而2011年估计该市有764人。